# Test d'attention D2
Le test d'attention du D2 est une mesure neuropsychologique de l'attention sélective et soutenue et de la vitesse de balayage visuel. Il s'agit d'un test papier et crayon qui demande aux participants de rayer n'importe quelle lettre « d » avec deux marques au-dessus ou en dessous. Les distracteurs sont généralement similaires au stimulus cible, par exemple un « p » avec deux marques ou un « d » avec une ou trois marques. La version originale du test a été créée par Brickenkamp (1981) en Allemagne comme tâche d'annulation. Une méta-analyse, publiée dans Personality and Individual Differences, a révélé que les adultes ont montré des scores croissants en matière d'attention sélective au cours des trois dernières décennies, tels que mesurés par le test d2 d'attention.

## Lectures complémentaires
- Dawn P. et Patti L., Contemporary Intellectual Assessment: Theories, tests, and issues, New York (NY), Guilford Press, 2012 (ISBN 978-1-60918-995-2)
- Daniel C. Miller, Essentials of School Neuropsychological Assessment, 2nd, 3 janvier 2013 (ISBN 978-1-118-17584-2, lire en ligne)